# Химна Абхазије
Аиааира (Победа) је химна делимично признате Републике Абхазије. Аутор текста је Генади Аламиа а композитор Валера Чкадува.

## Историја
При проглашењу независности Абхазије 1992. године утврђена је и државна химна. По избору Сергеја Багапша на место председника донет је акт «О државној химни Републике Абхазије» 24. октобра 2007. У химну су ушли главни мотив и речи абхазске револуционо-ослободилачке песме «Кьараз» из времена̂ окупације Абхазије од стране војске Демократске Републике Грузије.

## Текст наабхаском
Шәнеибац, шәнеибац,

Аҧсуаа рыҷкәынцәа.

Аҧсны азыҳәан

Ашьа казҭәаз,

Аҧсуаа рыҷкәынцәа.

Ахақәиҭраз

Ашьа казҭәаз,

Аҧсуаа рыҷкәынцәа.

О-ҳо-ҳо-о ҳо-о-Рада

О-ҳо-ҳо-о ҳо-о-Рада-Ра!

Ажәҩан мрадоуп, еҵәадоуп

Уара уда Аҧсынра!

Еҵәa-бырлаш Аҧсынтәла,

Улҧха згәаҵақәа ирҭыҧхо,

Геи-шьхеи рыҧшӡара заҧшнылаз.

Жәлар ламысла иҳаракоит.

Рада, Реида, Рарира

Рада, Рерама, Рерашьа.

Нарҭаа риира-зиироу

Афырхацәа Ран-Гуашьа

Аҧсынтәыла-иҧшьоч атәыла

Зхы здиныҳәалаз Анцәа

Зқьышықәасала имҩасхьо гылоуп

Рыжәаҩа еибырҭоит уҧацәа.

Шәнеибац Аҧсныжәлар!

Аишьцәа, шәнеибац!

Нхыҵ-аахыҵ ҳаицуп!

Ҳазшаз илаҧш

Ҳхыуп иаҳхымшәо

Ҧеҧш лаша ҳзышуп!

Шәнеибац, Аҧсныжәлар,

Игылеит ҳамра,

Иақәым ҭашәара!

Урылагәыргьа,

Анра-аҳшара

Шьардаамҭа, Аҧсынра.